# 谭咏文
譚詠文（1967年8月29日—），生于冰岛首都雷克雅未克，是Opera软件公司和Vivaldi科技公司的创始人之一。

## 生平
谭咏文的母亲Elsa Jónsdóttir是冰岛人，而他的父亲Stephen von Tetzchner是挪威人，在奥斯陆大学担任教授并且从事发展心理学研究。谭咏文于1979年搬迁至挪威，后来毕业于奥斯陆大学，并取得了电脑科学学位。

## Opera軟體公司
1991年加入挪威电信。1994年，他和盖尔·伊瓦尔绥曾是挪威电信（现已更名为Telenor）的研究小组成员，当时他们开发了一个名为MultiTorg Opera的浏览器软件，後来Telenor终止了这一项目，但在1995年，他与伊瓦尔绥获得了软件的持有权，与其他人等一同创立了浏览器巨头Opera软件公司，并任首席执行官。在Opera软件公司的办公地点迁移到奥斯陆时，公司的员工数已超过了500人。
2005年4月21日，他宣称如果浏览器新版本Opera 8的下载量如果在4日内能达到100万次，他将游泳横渡大西洋，从挪威直到美国。4月25日时，下载量已达105万，之後Opera软件公司宣布他将“信守诺言”。25日和26日，官方网站以新闻稿的形式较为搞笑地记录了他横渡的现场情况，以及不久之後的失败原因，并包含现场照片。
2009年，为发展该公司在华业务，他取汉名谭咏文。2010年1月5日，Opera公司宣布谭咏文已经辞去首席执行官职务，而改任Opera专职公司策略顾问，首席商务官拉斯·鮑勒森接任首席執行長。
2011年6月24日，因与董事会和管理层意见不合，谭咏文宣布离开Opera软件公司。公司随即发表了声明，宣布他会工作到6月30日。

## Vivaldi科技公司
Vivaldi.net 社群
2013年11月，Opera公司決定關閉My Opera——這是由來已久的虛擬社群支援網站——片面關閉的決定令譚詠文感到憤怒，因為他認為社群對瀏覽器的成果有很大的貢獻。於是，譚詠文推出了Vivaldi.net社群，是專注為使用者提供論壇，部落格以及其他眾多實用網路服務，供用戶交流、回報錯誤、或客製化翻譯。
2013年12月，譚詠文成立新公司Vivaldi科技公司，設立新的社群網站與電子郵件服務。
Vivaldi 瀏覽器
2015年1月27日，推出Vivaldi瀏覽器首開發版。2016年4月发布正式版。